# Torynorrhina distincta
Torynorrhina distincta är en skalbaggsart som beskrevs av Hope 1841. Torynorrhina distincta ingår i släktet Torynorrhina och familjen Cetoniidae. Inga underarter finns listade i Catalogue of Life.